# Zona arqueológica de El Cerrito
A Zona arqueológica de El Cerrito fica no estado de Querétaro, no México. El Cerrito era um grande centro cerimonial de ascendência tolteca, datada de época pré-hispânica localizada no sul do Vale de Querétaro, e parte de uma série de assentamentos na área altiplana do estado também ligada a região do Bajío.

## História
Com uma arqueológia única e profundamente ligado ao destino do estado de Querétaro, o El Cerrito entre suas peculiaridades é o El Fortín um monumento histórico do século XIX, que termina a sua base piramidal, e a pirâmide de El Pueblito, único entre os sítios pré-hispânicos no país, para não mencionar que era o santuário original da milagrosa Virgem de El Pueblito, durante um pouco mais de um século.
Uma conclusão importante sobre a primeira ocupação de El Cerrito, que parecia apontar vinculo com Teotihuacan, era de que, as pessoas ali só imitavam as formas de cerâmica de Teotihuacan pois não há vestígios arquitetônicos que mostram uma maior presença. Tem elementos, tanto arquitetônicos como bens pessoais, que mostram uma ocupação das épocas epi-clássica e pós-clássico na cronologia da Mesoamérica entre (700-900 d.C / 900-1.200 d.C).
Mais tarde, este espaço foi mantido por grupos chichimecas, a de filiação agrícola, e não de caçadores-coletores, cerca de 1.200 d.C, depois da queda de Tula. A coisa mais interessante sobre esta ocupação chichimeca, que durou até o século XVI, é que era respeitado os limites originais do centro cerimonial, estabelecido por grupos ligados à cultura toltecas. A base da pirâmide de El Cerrito, situado em um afloramento natural de rochas, atingindo uma altura de 30 metros, é  semelhante ao da Pirâmide da Lua em Teotihuacan, e na sua base tem 118 metros de cada lado. Esta estrutura é adicionada as praças da dança e escultura, altar de crânios, e do Palácio dos quatro altares.
Uma das descobertas mais importantes, recuperada no final de 1998, na parte sul da pirâmide principal na praça das esculturas, junto ao altar de crânios, foi uma sepultura infantil, o único totalmente completo localizado até o momento. Corresponde uma criança entre 5 e 7 anos de idade, associada à ocupações pré-hispânicas, entre 1.200 e 1.500 d.C.

### Nome El Cerrito
O nome El Cerrito foi dado por duas razões, concluiu o arqueologo Daniel Valencia, porque o sítio é vulnerável a saque e a erosão, após a transferência da virgem. E devido o sistema de construção que é de pedra com terra, revestida apenas por um revestimento de estuque, o núcleo foi exposto, e a vegetação cresceu sobre a estrutura, há mais de dois séculos, dando a aparência de uma colina. A  palavra colina significa cerrito (em espanhol).
Além disso, a área arqueológica do terreno pertência à Hacienda El Cerrito. Haciendas eram uma espécie de fazendas como feudos no México, implantados no período da colonização espanhola. A construção no topo da base da pirâmide é uma casa construída em 1876, o então proprietário da fazenda com um conceito arquitetônico "curioss": planta de tipo militar, com janelas e portas neo-góticas.

### Lugar sagrado
Os arqueólogos dizem que El Cerrito, existe dentro na memória coletiva da população. Já que se referem a população quando fundaram El Pueblito, em um assentamento pré-hispânico, tomou o nome de San Francisco Galileo, uma popualação que fala as línguas  chichimeca-otomí. Com relação geográfica de Queretaro, no final do século XVI, menciona um lugar chamado San Francisco Anbanicá "No topo do templo", em otomí, que provavelmente foi El Cerrito.
Para o século XVIII, o local foi explorado pelo frei Juan Agustín de Morfi, no entanto, anteriormente, um padre capuchinho Francisco Ajofrín, que buscavam esmolas para manter as missões no Tibete em 1774 fez um desenho da base da pirâmide em relação ao santuário da Virgem de El Pueblito. A história da Virgem de El Pueblito, tem muito a ver com o funcionamento da zona arqueológica, porque por volta de 1632 os povos indígenas continuava a colocar oferendas neste lugar, depois os religiosos franciscanos substituiram os cultos e colocaram no sítio uma imagem da Virgem Maria, no título de Imaculada Conceição.
Por mais de um século de Nossa Senhora de El Pueblito, foi reverenciada em El Cerrito, até ser transferida para outro santuário em 1735. Atualmente, ainda a escultura é levada para o sítio arqueológico, mas a cada cinco anos, em outubro, a população local vai rezar a noite. Tudo isso que o torna único para o sítio arqueológico de El Cerrito.

## Conservação e estrutura
A poucos minutos da cidade de Santiago de Querétaro, no município de Corrigidora, El Cerrito se tornou nos últimos anos em parte do corredor turístico do estado, e entre 2004 e 2008 por um investimento triplo, entre governos federal, estadual e municipal, teve destinado para infraestrutura do local cerca de 23 bilhões de pesos mexicanos.
Com a participação do Ministério do Turismo e o governo federal da entidade e do município de Corregidora, esses recursos foram distribuídos para a infraestrutura como, construção de pátios, mobiliária, sinalização dentro do sítio e estradas, e para investigação. Esther Carboney, secretraia de Turismo do Governo de Querétaro, anunciou que em 2008 a ideia era de um orçamento de 3,5 milhões de pesos, usado para a expansão da área turística, que se torná um Centro de Interpretação, para não recorrer a curadoria, e  exposição de materiais arqueológicos, e a primeira fase da iluminação da zona arqueológica.
No primeiro semestre daquele ano, El Cerrito, na custódia do Instituto Nacional de Antropologia e História (INAH), recebeu 18. 500 visitantes, durante o equinócio da primavera e da páscoa, teve um fluxo de cerca de 8.600 pessoas. Este interesse crescente, disse Carboney, pode aumentar a viagem para outros lugares do município, incluindo o santuário da Virgem de El Pueblito (Patrona da Querétaro) em torno do qual são numerosas peregrinações e festivais, como o passeio de boi em fevereiro, que comemora a transferência da pequena escultura, feita com técnicas e materiais purepecha neste templo.
Daniel Valencia Daniel Cruz, o arqueólogo responsável pela área, disse que o trabalho em si, realizado de forma consistente há mais de uma década, foram encaminhados ao mesmo tempo para estudar os restos mortais, a proteção jurídica e técnica do sítio além da recuperação do meio ambiente em torno. A declaração como Zona de Monumentos Arqueológicos em 2000, deu segurança jurídica para El Cerrito, em particular a sua poligonal abrangendo cerca de 16 hectares, dos quais 11 já estão sob a custódia do INAH e a aquisição do restante é de gestão que está em curso.
No que diz respeito à investigação sobre o sítio, o especialista disse que, graças a duas temporadas de escavações foram capazes de definir os sistemas de construção, e o tamanho das estruturas a fim de estabelecer uma primeira ordem cronologicamente. Daniel Valencia, observou que entre agosto e dezembro de 2008, ocorrem importantes trabalhos de manutenção em El Cerrito, e em janeiro começa uma nova forma de aplicação de recursos para terminar a exploração, especialmente a sala com colunas e do lado sul a base da pirâmide.